# Cabezas del Villar
Cabezas del Villar ist ein Ort und eine zentralspanische Gemeinde (municipio) mit 224 Einwohnern (Stand: 2024) in der Provinz Ávila in der Autonomen Region Kastilien-León.

## Lage
Cabezas del Villar befindet sich in den nördlichen Ausläufern der Sierra de Gredos gut 45 Kilometer westlich von Ávila in einer Höhe von 1050 m. Das Klima im Winter ist kühl, im Sommer dagegen trotz der Höhenlage durchaus warm; die geringen Niederschlagsmengen (ca. 525 mm/Jahr) fallen – mit Ausnahme der nahezu regenlosen Sommermonate – verteilt übers ganze Jahr.

## Bevölkerungsentwicklung
| Jahr      | 1970 | 1981 | 1991 | 2001 | 2011 | 2021 |
| Einwohner | 1032 | 741  | 579  | 455  | 316  | 271  |

## Sehenswürdigkeiten

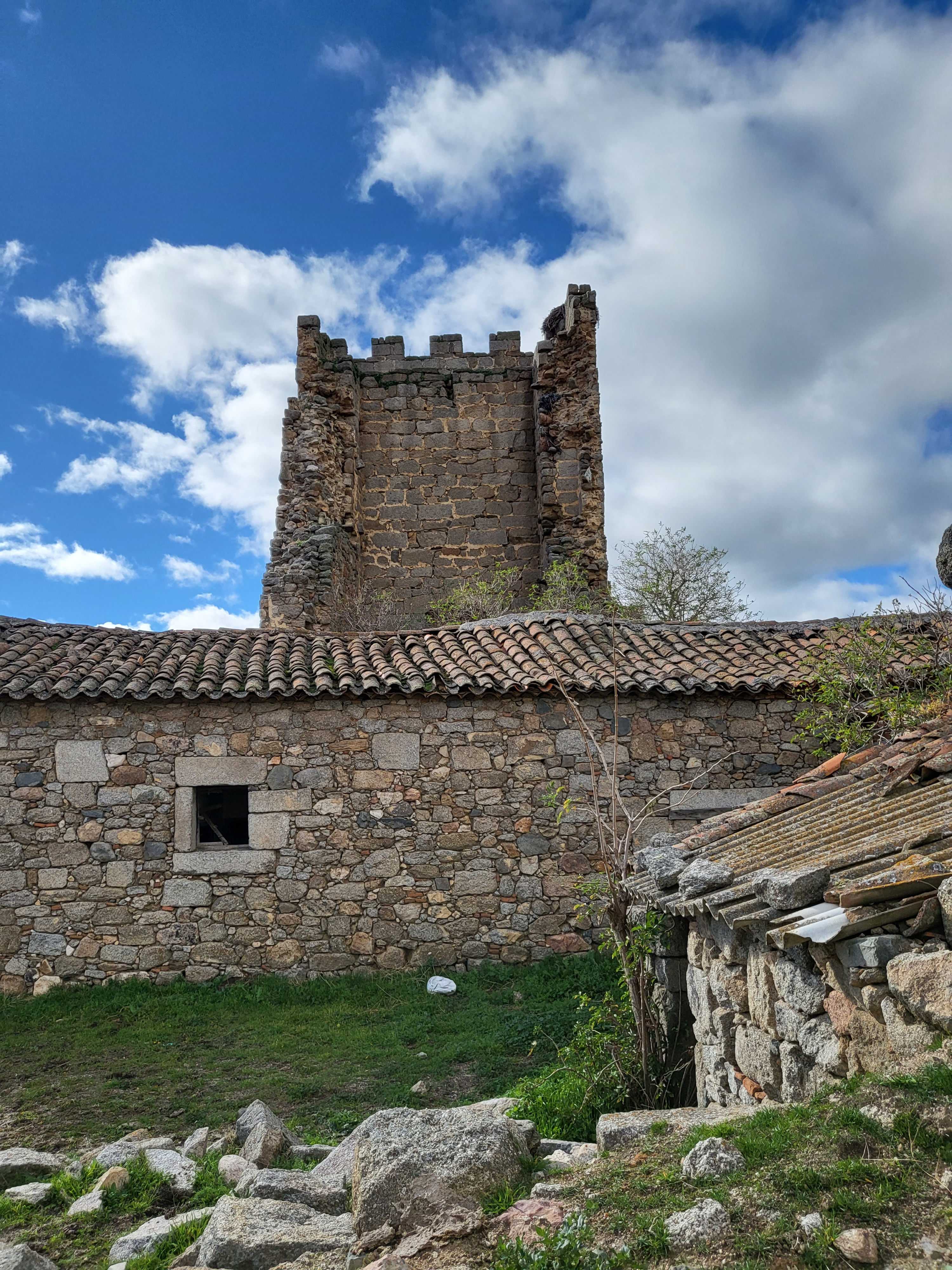
Reste der Burganlage von Zurraquín
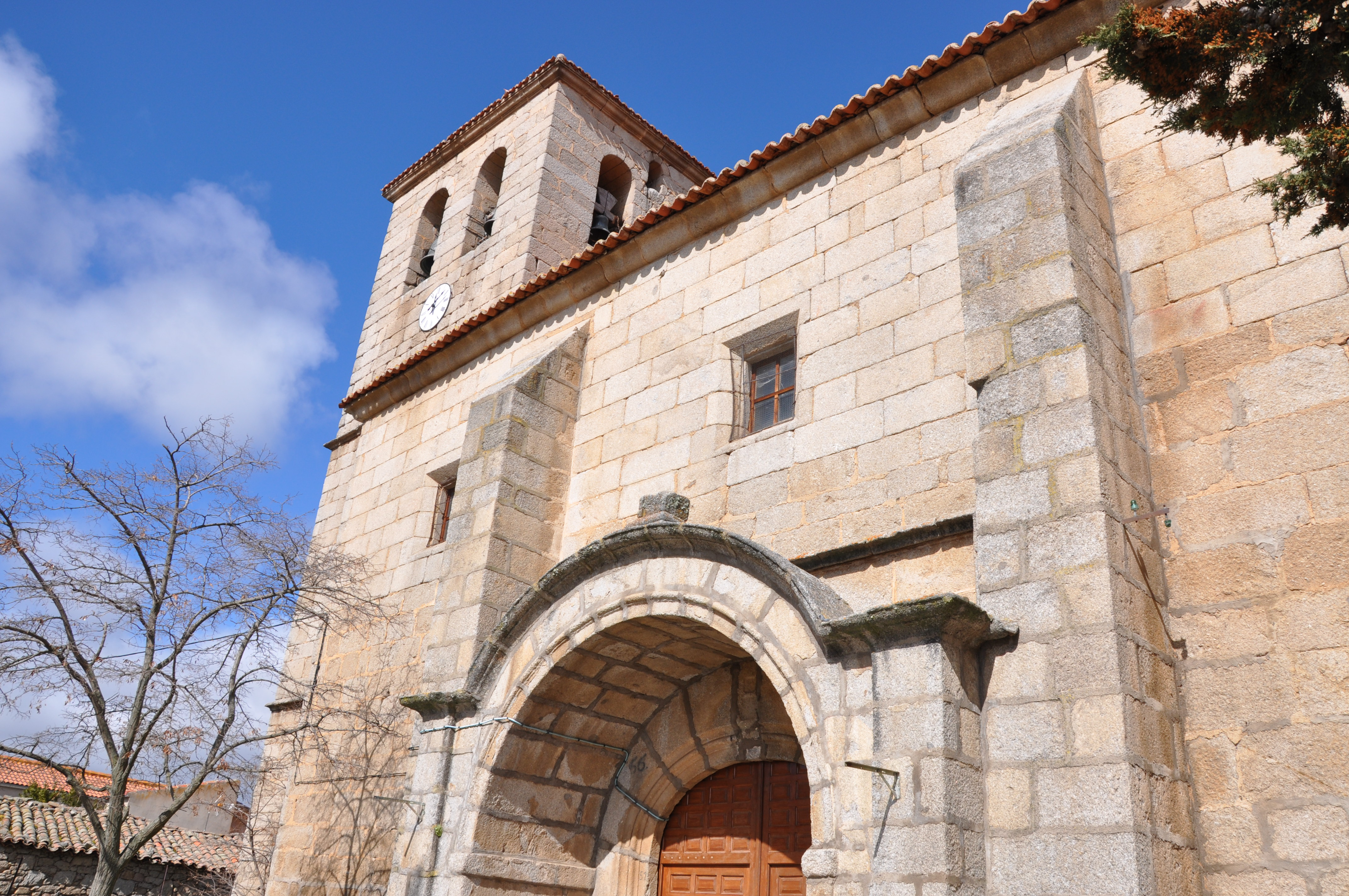
Johannes-der-Täufer-Kirche
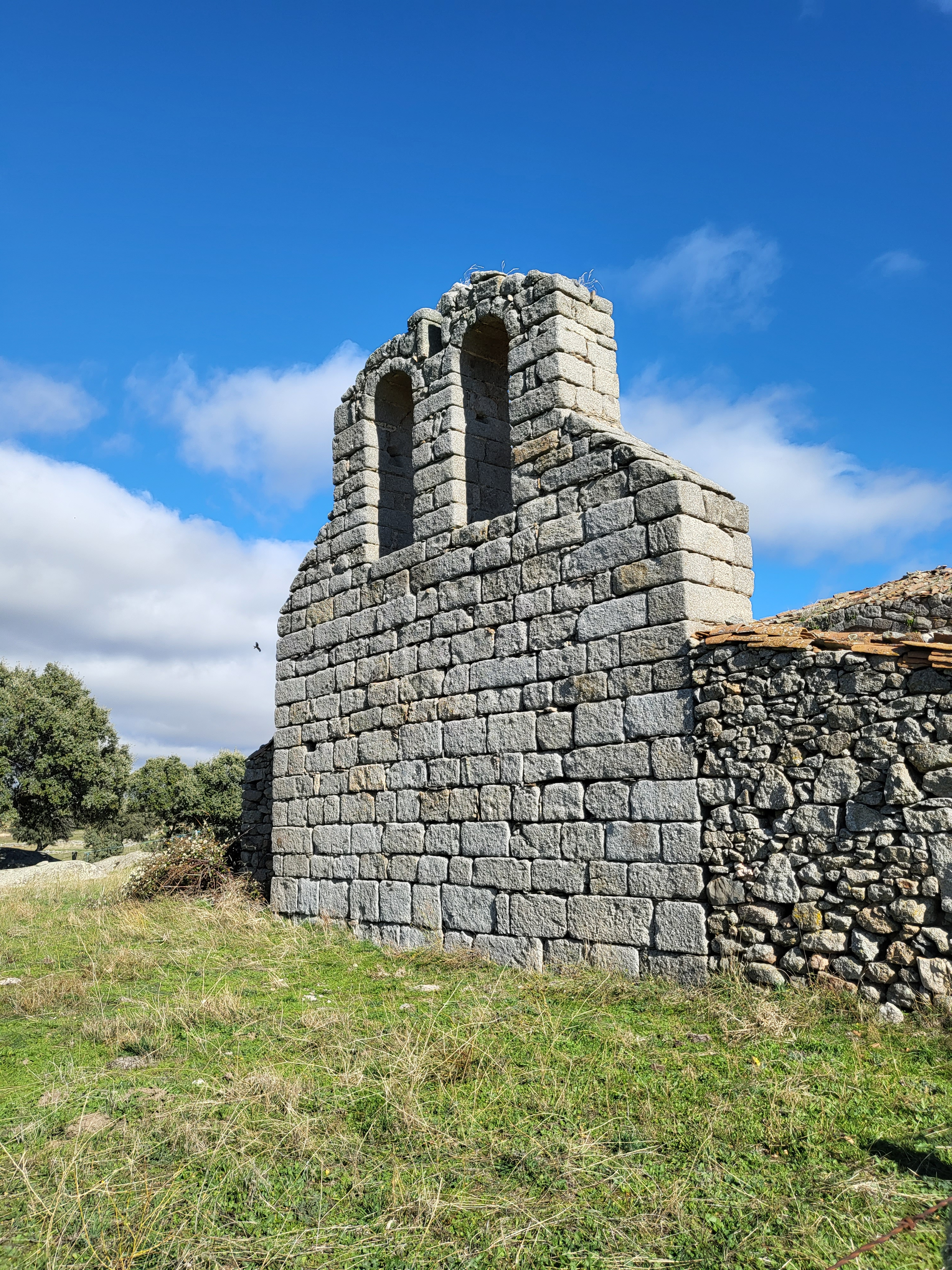
Kapelle von Zurraquín

- Reste der Burganlage von Zurraquín
- Johannes-der-Täufer-Kirche
- Kapelle von Zurraquín